# Баскетбол на летней Универсиаде 1979
Баскетбольный турнир на летней Универсиаде 1979 проходил в Мехико со 2 по 13 сентября 1979 года. Соревнования проводились среди мужских и женских сборных команд.
Чемпионом Универсиады среди мужчин стала американская сборная, среди женщин победу также праздновали американки.

## Медальный зачёт
| Место | Страна    | Золото | Серебро | Бронза | Всего |
| ----- | --------- | ------ | ------- | ------ | ----- |
| 1     | США       | 2      | 0       | 0      | 2     |
| 2     | Куба      | 0      | 1       | 1      | 2     |
| 3     | Югославия | 0      | 1       | 0      | 1     |
| 4     | Канада    | 0      | 0       | 1      | 1     |

## Медалисты
|         | Золото | Серебро   | Бронза |
| Женщины | США · Женя Бисли · Кэрол Блажейовски · Кэрол Чэсон · Дебби Грувер · Тара Хейсс · Дебра Миллер · Синди Ноубл · Джун Олковски · Джинджер Роус · Энджела Тёрнер · Хейди Уэймент · Линетт Вудард · Тренер — Фрэнсис Гармон | Куба      | Канада |
| Мужчины | США · Дэрвин Кук · Кевин МакХайл · Джо Мертен · Джаван Олдхэм · Ричард Равио · U.S. Reed · Джефф Руленд · Ларри Смит · Томми Спрингер · Эндрю Тони · Крэйг Таккер · Руди Вудс · Тренер — Кен Андерсон                  | Югославия | Куба   |